# Euscarthmus
Euscarthmus es un género de aves paseriformes perteneciente a la familia Tyrannidae que agrupa a tres especies originarias de América del Sur cuyas áreas de distribución y hábitats se encuentran entre el norte de Colombia y Venezuela y el norte de Uruguay y Argentina. A sus miembros se les conoce por el nombre vulgar de tiranuelos y también tiranos-pigmeos, atrapamoscas, entre otros.

## Etimología
El nombre genérico masculino «Euscarthmus» se compone de las palabras del griego «eu» que significa ‘bueno’ y «skarthmos» que significa ‘a saltos’.

## Características
Las aves de este género son dos pequeños tiránidos midiendo entre 10 y 11 cm de longitud, predominantemente parduscos, que habitan en áreas arbustivas o semiabiertas. Uno de ellos, el tiranuelo flanquirrufo (E. rufomarginatus) es escaso y local.

## Lista de especies
Según las clasificaciones Clements Checklist/eBird y del Congreso Ornitológico Internacional (IOC), agrupa a las siguientes especies, con el respectivo nombre común de acuerdo a la Sociedad Española de Ornitología (SEO), u otro cuando referenciado:
| Imagen | Nombre científico          | Autor              | Nombre común           | Estado de conservación | Distribución |
| ------ | -------------------------- | ------------------ | ---------------------- | ---------------------- | ------------ |
|        | Euscarthmus meloryphus     | Wied-Neuwied, 1831 | tiranuelo copetón      | LC                     |              |
|        | Euscarthmus fulviceps      | P.L. Sclater, 1871 | tiranuelo caripardo    | LC                     |              |
|        | Euscarthmus rufomarginatus | (Pelzeln), 1868    | tiranuelo flanquirrufo | NT                     |              |

## Taxonomía
La subespecie Euscarthmus meloryphus fulviceps, del árido suroeste de Ecuador y oeste de Perú, ya era considerada como especie separada de E. meloryphus por Aves del Mundo (HBW) y Birdlife International (BLI) con base en diferencias morfológicas, de plumaje y dimensionales, y de vocalización. Basándose en los amplios estudios morfológicos y principalmente de vocalización de Frantz et al. (2020), el Comité de Clasificación de Sudamérica (SACC) en la Propuesta N° 898, aprobó la separación de la especie, lo que fue seguido por las principales clasificaciones.
Los amplios estudios genético-moleculares realizados por Tello et al. (2009) descubrieron una cantidad de relaciones novedosas dentro de la familia Tyrannidae que todavía no están reflejadas en la mayoría de las clasificaciones. Siguiendo estos estudios, Ohlson et al. (2013) propusieron dividir Tyrannidae en cinco familias. Según el ordenamiento propuesto, Euscarthmus permanece en Tyrannidae, en una subfamilia Elaeniinae Cabanis & Heine, 1859-60, en una tribu Euscarthmini Ihering, 1904, junto a Stigmatura, Camptostoma, Inezia, Ornithion, parte de Phyllomyias, Zimmerius y Mecocerculus (excluyendo Mecocerculus leucophrys).